# Imsouhel
Imsouhel (în arabă أمسوحال) este o comună din provincia Tizi Ouzou, Algeria.
Populația comunei este de 6.565 de locuitori (2008).